# Вильпаруа
Вильпаруа́ (фр. Villeparois) — коммуна во Франции, находится в регионе Франш-Конте. Департамент — Верхняя Сона. Входит в состав кантона Везуль-Эст. Округ коммуны — Везуль.
Код INSEE коммуны — 70559.

## География
Коммуна расположена приблизительно в 320 км к юго-востоку от Парижа, в 50 км севернее Безансона, в 5 км к северо-востоку от Везуля.

## Население
Население коммуны на 2010 год составляло 211 человек.
| 1962 | 1968 | 1975 | 1982 | 1990 | 1999 | 2010 |
| ---- | ---- | ---- | ---- | ---- | ---- | ---- |
| 40   | 55   | 61   | 105  | 152  | 170  | 211  |

## Экономика

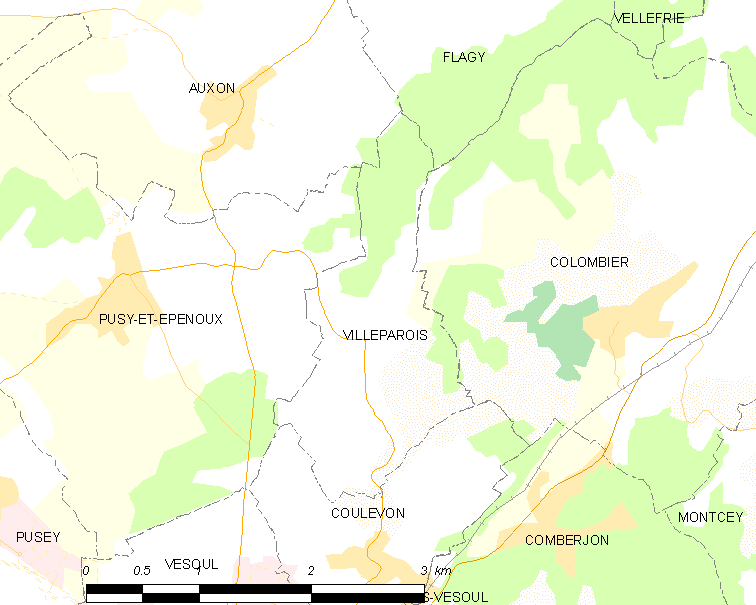
Карта коммуны

В 2010 году среди 146 человек трудоспособного возраста (15—64 лет) 110 были экономически активными, 36 — неактивными (показатель активности — 75,3 %, в 1999 году было 76,2 %). Из 110 активных жителей работали 106 человек (54 мужчины и 52 женщины), безработных было 4 (2 мужчин и 2 женщины). Среди 36 неактивных 12 человек были учениками или студентами, 16 — пенсионерами, 8 были неактивными по другим причинам.